# Remparts de Courthézon
Les remparts de Courthézon est une enceinte fortifiée de la commune de Courthézon, dans le Vaucluse. 

## Historique
Datant du XIIe siècle, les remparts de Courthézon auraient été construits avec les pierres provenant des mêmes carrières utilisées par les romains pour le théâtre antique d'Orange. Initialement long de 1 225 mètres, plusieurs fois partiellement démolis puis reconstruits, il ne reste, de nos jours que 600 mètres de murs et 3 des 4 portes : la porte Aurouze, au nord, côté Mistral, La porte Belle Croix, et la Porte du Prince, en référence à Guillaume de Nassau qui, chassé d’Orange en 1604, et accueilli à Courthézon. En 1673, Louis XIV ordonna la démolition des remparts de la principauté d'Orange. Courthézon est l'un des rares villages à les avoir conservés.